# Cappella di Montà
La cappella di Montà - detta anche La Guardia o cappella dell'Oliana o cappella "der fighe" ("dei fichi") - è un luogo di culto cattolico situato nella frazione di San Pietro d'Olba, nella località di Montà, nel comune di Urbe in provincia di Savona.

## Storia e descrizione
La cappella si presenta a navata unica di circa 7 m di lunghezza con piccolo campanile a vela sul lato sinistro. Le origini sono ignote, ma certamente molto antiche.
La cappella serviva probabilmente un castello che sorgeva sul colle di località Montà, da dove si gode un bel panorama della vallata di Urbe. Il castello, chiamato "castello dell'Oliana" in quanto vi erano i magazzini dell'olio trasportato dalla Liguria al Piemonte, fu distrutto nel 1203 e fino ai primi del Novecento erano ancora visibili i ruderi. La cappella fu restaurata nel 1962 e nel 1986.
Viene anche detta "cappella dei Fichi" poiché vi crescevano alcuni fichi piantati dai fuggitivi del rastrellamento di Acqui Terme operato dal console romano P. Lenate nel corso della guerra contro i Celti.